# Hargeville
Hargeville és un municipi francès, situat al departament d'Yvelines i a la regió de Illa de França. L'any 2007 tenia 371 habitants.
Forma part del cantó de Bonnières-sur-Seine, del districte de Mantes-la-Jolie i de la Comunitat urbana Grand Paris Seine et Oise.

## Demografia

### Població
El 2007 la població de fet de Hargeville era de 371 persones. Hi havia 136 famílies, de les quals 24 eren unipersonals (20 homes vivint sols i 4 dones vivint soles), 44 parelles sense fills, 60 parelles amb fills i 8 famílies monoparentals amb fills.
La població ha evolucionat segons el següent gràfic:
Habitants censats

### Habitatges
El 2007 hi havia 159 habitatges, 143 eren l'habitatge principal de la família, 9 eren segones residències i 6 estaven desocupats. 141 eren cases i 17 eren apartaments. Dels 143 habitatges principals, 108 estaven ocupats pels seus propietaris, 30 estaven llogats i ocupats pels llogaters i 5 estaven cedits a títol gratuït; 1 tenia una cambra, 15 en tenien dues, 16 en tenien tres, 21 en tenien quatre i 90 en tenien cinc o més. 129 habitatges disposaven pel capbaix d'una plaça de pàrquing. A 41 habitatges hi havia un automòbil i a 99 n'hi havia dos o més.

### Piràmide de població
La piràmide de població per edats i sexe el 2009 era:
| Homes | Edats   | Dones |
| ----- | ------- | ----- |
| 0     | 95 o +  | 0     |
| 0     | 90 a 94 | 0     |
| 4     | 85 a 89 | 0     |
| 0     | 80 a 84 | 0     |
| 4     | 75 a 79 | 4     |
| 0     | 70 a 74 | 4     |
| 8     | 65 a 69 | 8     |
| 12    | 60 a 64 | 4     |
| 16    | 55 a 59 | 12    |
| 16    | 50 a 54 | 20    |
| 8     | 45 a 49 | 16    |
| 8     | 40 a 44 | 4     |
| 24    | 35 a 39 | 32    |
| 8     | 30 a 34 | 4     |
| 8     | 25 a 29 | 4     |
| 16    | 20 a 24 | 0     |
| 12    | 15 a 19 | 12    |
| 8     | 10 a 14 | 8     |
| 16    | 5 a 9   | 16    |
| 12    | 0 a 4   | 8     |

## Economia
El 2007 la població en edat de treballar era de 256 persones, 198 eren actives i 58 eren inactives. De les 198 persones actives 181 estaven ocupades (98 homes i 83 dones) i 17 estaven aturades (10 homes i 7 dones). De les 58 persones inactives 19 estaven jubilades, 15 estaven estudiant i 24 estaven classificades com a «altres inactius».

### Ingressos
El 2009 a Hargeville hi havia 135 unitats fiscals que integraven 368 persones, la mediana anual d'ingressos fiscals per persona era de 32.348 €.

### Activitats econòmiques
Dels 18 establiments que hi havia el 2007, 4 eren d'empreses de construcció, 3 d'empreses de comerç i reparació d'automòbils, 1 d'una empresa de transport, 1 d'una empresa financera, 1 d'una empresa immobiliària, 6 d'empreses de serveis i 2 d'entitats de l'administració pública.
Dels 5 establiments de servei als particulars que hi havia el 2009, 2 eren fusteries, 2 lampisteries i 1 agència immobiliària.

## Equipaments sanitaris i escolars
El 2009 hi havia una escola elemental.

## Poblacions més properes
El següent diagrama mostra les poblacions més properes.